# Adam Marušić
Adam Marušić (srbská cyrilice : Адам Марушић; * 17. října 1992) je černohorský profesionální fotbalista, který hraje na pozici krajního obránce za italský klub SS Lazio a černohorský národní tým.

## Klubová kariéra

### Voždovac
Marušić původně hrál za FK Voždovac v Druga liga Srbije. Po dvou sezonách ve Voždovaci debutoval v SuperLize.

### Kortrijk
Dne 18. června 2014 přestoupil Marušić do KV Kortrijk, kde podepsal tříletou smlouvu, přičemž jeho přestup stál 450 000 eur. Na podzim roku 2014 se již stal pravidelným hráčem základní jedenáctky klubu. Dne 1. listopadu 2014 vstřelil Marušić dva góly při výhře 4:0 nad Cercle Brugge.

### Oostende
Dne 27. června 2016, Marušić podepsal čtyřletou smlouvu s KV Oostende. Jeho přestup stál 900 000 eur.

### Lazio
Dne 1. července 2017 podepsal Marušić pětiletou smlouvu s Laziem. Svůj první gól za klub vstřelil 24. září při venkovní výhře 3:0 nad Hellas Verona.
Ve finanční zprávě Lazia z 31. prosince 2021 bylo potvrzeno, že Marušić prodloužil smlouvu s klubem do roku 2024.

## Reprezentační kariéra
Přestože se Marušić narodil v Bělehradě, přijal pozvání hrát za národní tým Černé Hory. Za Černou Horu debutoval 27. března 2015 v zápase proti Rusku, který byl přerušen poté, co byl ruský brankář Igor Akinfejev zasažen světlicí do hlavy.
Dne 1. září 2021 vstřelil Marušić svůj první mezinárodní gól v kvalifikaci na Mistrovství světa ve fotbale 2022 proti Turecku.

## Statistiky

### Klubové
Platí k zápasu hranému 6. března 2025.
| Klub              | Sezóna            | Liga               | Liga   | Liga | Národní pohár | Národní pohár | Kontinentální | Kontinentální | Ostatní | Ostatní | Celkově | Celkově |
| Klub              | Sezóna            | Soutěž             | Zápasy | Góly | Zápasy        | Góly          | Zápasy        | Góly          | Zápasy  | Góly    | Zápasy  | Góly    |
| ----------------- | ----------------- | ------------------ | ------ | ---- | ------------- | ------------- | ------------- | ------------- | ------- | ------- | ------- | ------- |
| Voždovac          | 2010/11           | Druga liga Srbije  | ?      | ?    | ?             | ?             | —             | —             | —       | —       | ?       | ?       |
| Voždovac          | 2011/12           | Druga liga Srbije  | ?      | ?    | ?             | ?             | —             | —             | —       | —       | ?       | ?       |
| Voždovac          | 2012/13           | Prva liga Srbije   | 25     | 1    | 0             | 0             | —             | —             | —       | —       | 25      | 1       |
| Voždovac          | 2013/14           | Srbská SuperLiga   | 27     | 6    | 1             | 0             | —             | —             | —       | —       | 28      | 6       |
| Voždovac          | Celkově           | Celkově            | 89     | 15   | 1             | 0             | —             | —             | —       | —       | 90      | 15      |
| Kortrijk          | 2014/15           | Jupiler Pro League | 34     | 6    | 1             | 0             | —             | —             | —       | —       | 35      | 6       |
| Kortrijk          | 2015/16           | Jupiler Pro League | 37     | 4    | 2             | 1             | —             | —             | —       | —       | 39      | 5       |
| Kortrijk          | Celkově           | Celkově            | 71     | 10   | 3             | 1             | —             | —             | —       | —       | 74      | 11      |
| Oostende          | 2016/17           | Jupiler Pro League | 35     | 5    | 4             | 0             | —             | —             | 1       | 0       | 40      | 5       |
| Lazio             | 2017/18           | Serie A            | 32     | 3    | 1             | 0             | 5             | 0             | 1       | 0       | 39      | 3       |
| Lazio             | 2018/19           | Serie A            | 26     | 1    | 4             | 0             | 4             | 1             | —       | —       | 34      | 2       |
| Lazio             | 2019/20           | Serie A            | 15     | 2    | 0             | 0             | 0             | 0             | 0       | 0       | 15      | 2       |
| Lazio             | 2020/21           | Serie A            | 36     | 2    | 2             | 0             | 8             | 0             | —       | —       | 46      | 2       |
| Lazio             | 2021/22           | Serie A            | 33     | 1    | 2             | 0             | 6             | 0             | —       | —       | 41      | 1       |
| Lazio             | 2022/23           | Serie A            | 33     | 0    | 2             | 0             | 9             | 0             | —       | —       | 44      | 0       |
| Lazio             | 2023/24           | Serie A            | 37     | 1    | 4             | 0             | 7             | 0             | 1       | 0       | 49      | 1       |
| Lazio             | 2024/25           | Serie A            | 25     | 3    | 1             | 0             | 9             | 0             | —       | —       | 35      | 3       |
| Lazio             | Celkově           | Celkově            | 237    | 13   | 16            | 0             | 48            | 1             | 2       | 0       | 303     | 14      |
| Celkově v kariéře | Celkově v kariéře | Celkově v kariéře  | 432    | 43   | 24            | 1             | 48            | 1             | 3       | 0       | 507     | 45      |

### Reprezentační
Platí k zápasu hranému 16. listopadu 2024.
| Národní tým | Rok     | Zápasy | Góly |
| ----------- | ------- | ------ | ---- |
| Černá Hora  | 2015    | 7      | 0    |
| Černá Hora  | 2016    | 6      | 0    |
| Černá Hora  | 2017    | 5      | 0    |
| Černá Hora  | 2018    | 7      | 0    |
| Černá Hora  | 2019    | 8      | 0    |
| Černá Hora  | 2020    | 4      | 0    |
| Černá Hora  | 2021    | 7      | 2    |
| Černá Hora  | 2022    | 8      | 1    |
| Černá Hora  | 2023    | 5      | 0    |
| Černá Hora  | 2024    | 7      | 1    |
| Celkově     | Celkově | 64     | 4    |

#### Reprezentační góly
Skóre a výsledky Černé Hory jsou vždy zapsány jako první. Góly Adama Marušiće jsou zvýrazněny.
| Gól | Datum           | Místo                                      | Soupeř              | Skóre | Výsledek | Soutěž                                           |
| --- | --------------- | ------------------------------------------ | ------------------- | ----- | -------- | ------------------------------------------------ |
| 1.  | 1. září 2021    | Vodafone Park, Istanbul, Turecko           | Turecko             | 1:2   | 2:2      | Kvalifikace na Mistrovství světa ve fotbale 2022 |
| 2.  | 8. října 2021   | Victoria Stadium, Gibraltar                | Gibraltar           | 1:0   | 3:0      | Kvalifikace na Mistrovství světa ve fotbale 2022 |
| 3.  | 11. června 2022 | Stadion Pod Goricom, Podgorica, Černá Hora | Bosna a Hercegovina | 1:1   | 1:1      | Liga národů UEFA 2022/23                         |
| 4.  | 21. března 2024 | Mardan Sports Complex, Antalya, Turecko    | Bělorusko           | 1:0   | 2:0      | Přátelský zápas                                  |

## Úspěchy
Voždovac
- Druga liga Srbije: 2011/12

Oostende
- Poražený finalista Belgického poháru: 2016/17

Lazio
- Coppa Italia: 2018/19
- Supercoppa Italiana: 2017, 2019